# 阿瑟·贝利
阿瑟·贝利（英語：Arthur Bailey，1881年3月27日—1961年3月3日），加拿大男子赛艇运动员。他曾代表加拿大参加1904年夏季奥林匹克运动会赛艇比赛，获得男子八人单桨有舵手银牌。